# Damien Gaudin
Pour les articles homonymes, voir Gaudin.

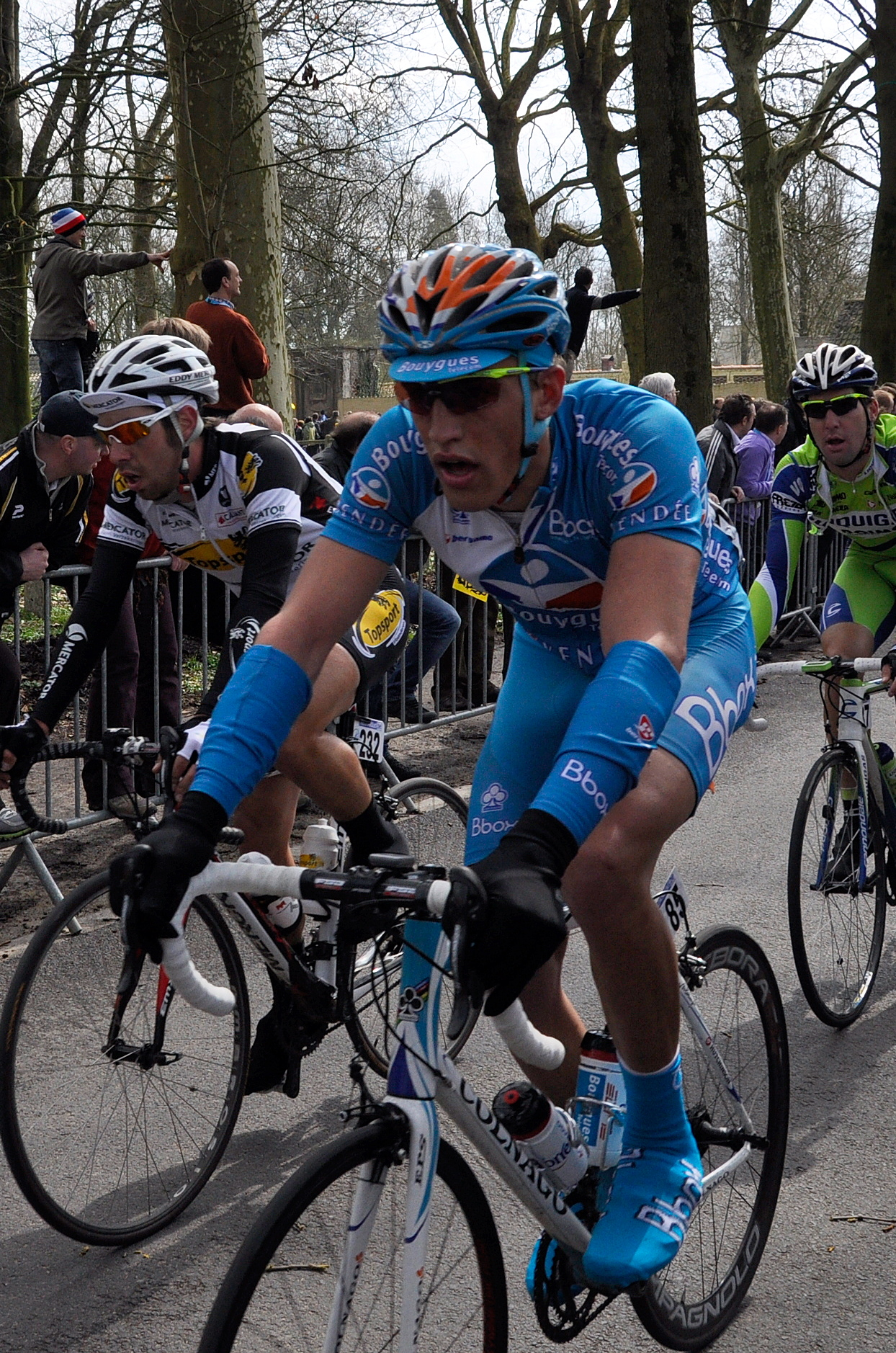
Damien Gaudin sur le Tour des Flandres 2010.

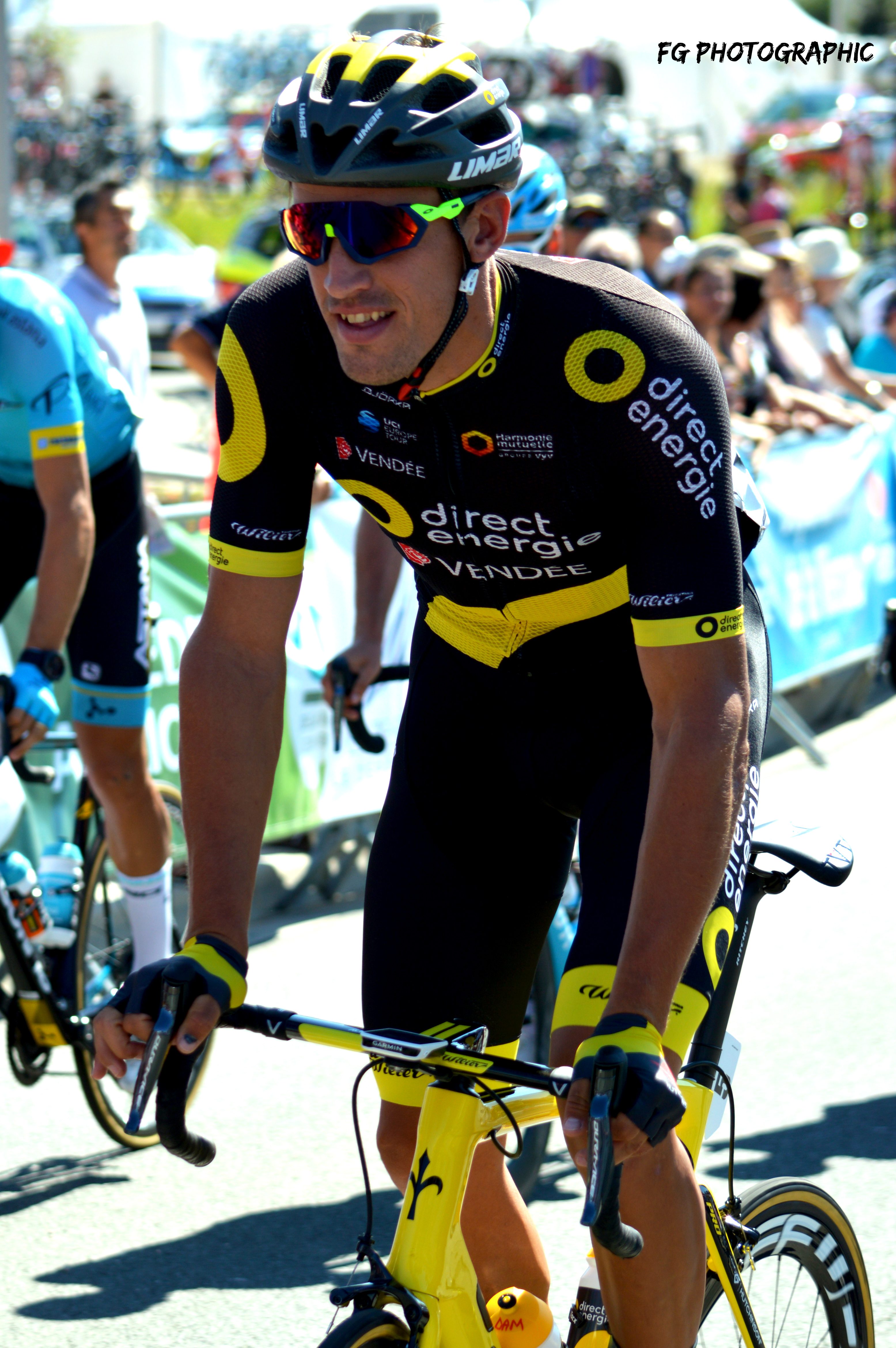
Damien GAUDIN sur le tour Poitou-Charentes en août 2018

Damien Gaudin, né le 20 août 1986 à Beaupréau  (Maine-et-Loire), est un coureur cycliste français, professionnel entre 2008 et 2021. Son palmarès comprend notamment plusieurs titres de champion de France de cyclisme sur piste, une étape de Paris-Nice en 2013. Il a également terminé cinquième de Paris-Roubaix en 2013 et participé aux Jeux olympiques de Pékin en 2008, où il s'est classé cinquième de la poursuite par équipes.

## Biographie
Il commence le vélo au sein du Beaupréau Vélo Sport. Il rejoint ensuite le Vendée U, antichambre de l'actuelle équipe cycliste professionnelle Total Direct Énergie. Il passe professionnel et intègre l'équipe ProTour Bouygues Telecom en 2008, alors dirigée par Jean-René Bernaudeau.
Le 28 août 2013, la formation AG2R La Mondiale annonce la signature pour 3 ans à partir de la saison 2014 de Damien Gaudin. Il y est accompagné de son ami Sébastien Turgot avec qui il court dans la même équipe depuis la période Vendée U.
Son contrat n'est pas reconduit par les dirigeants d'AG2R La Mondiale au deuxième semestre 2016.

### La piste
Spécialiste de la piste, Damien Gaudin remporte plusieurs titres de champion de France espoirs. Il est également quadruple champion de France de poursuite par équipes (2008, 2009, 2010, 2011) et de l'américaine (2006, 2008 et 2010) et triple champion de France de poursuite individuelle (2009, 2010, 2012).
Il prend la cinquième place de la poursuite par équipes aux Jeux olympiques de Pékin au sein de l'équipe de France.
En septembre  2013, il déclare souhaiter participer aux  Jeux olympiques de Rio de Janeiro avec les pistards français.
Sélectionné pour représenter la France lors des mondiaux du 18 au 22 février 2015 sur le vélodrome de Saint-Quentin-en-Yvelines, il bat deux fois le record de France de la poursuite par équipe avec Bryan Coquard, Julien Duval et Julien Morice. Cette performance permet à la France de terminer septième de l'épreuve.

### La route
Sur route, Gaudin remporte le Chrono des Herbiers junior en 2003 et Paris-Roubaix espoirs en 2007, sous le maillot de l'équipe cycliste amateurs Vendée U. En 2009, passé professionnel depuis un an sous les couleurs de Bbox, il termine 24e de Paris-Roubaix, et prend part à son premier Tour d'Espagne. En 2011, il termine 16e de Paris-Roubaix et 2e du prologue du Tour de Luxembourg derrière le Suisse Fabian Cancellara. En 2012, il finit 25e de Paris-Roubaix puis avec une 20e des Quatre Jours de Dunkerque.
Il termine quatrième et cinquième du Tour du Danemark en 2011 et 2012.
En 2013, il réalise sa meilleure saison. Il remporte le prologue de Paris-Nice disputé à Houilles. Quelques semaines plus tard, il remporte sa seconde victoire chez les professionnels lors de Cholet-Pays de Loire. Figurant dans l'échappée matinale, celle-ci va au bout et il s'impose dans sa région au sprint devant Marcel Wyss et Rein Taaramäe. Début avril, il termine cinquième de Paris-Roubaix, six ans après l'avoir gagné chez les espoirs. Non sélectionné sur le Tour de France et ayant des difficultés relationnelles avec l'encadrement de son équipe depuis les classiques flandriennes, Gaudin, accompagné de Sébastien Turgot, décide de quitter ensemble Europcar en fin de saison. Les deux coureurs rejoignent AG2R La Mondiale et s'engagent pour trois ans. Pour 2014, Gaudin et Turgot sont les leaders de l'équipe pour les classiques flandriennes, Gaudin doit également participer à un grand tour.
Son passage chez AG2R La Mondiale s'avère difficile. Il ne parvient pas à confirmer ses résultats au sein de l'équipe Europcar. Lors de sa deuxième saison, il participe à son premier Tour de France. En effet, à cinq jours du départ du Tour de France 2015, il remplace Patrick Gretsch, jugé insuffisamment en forme par son encadrement technique, au sein de l'équipe AG2R La Mondiale. Il participe donc pour la première fois à la plus grande course par étapes française qu'il termine en 146e position après avoir travaillé pour ses leaders Romain Bardet et Jean-Christophe Péraud. Lors de son passage chez Ag2r, il obtient son meilleur résultat en prenant la quatrième place du Grand Prix de la Somme 2015 et en se classant deux fois dans le top 10 des Quatre Jours de Dunkerque.
Non conservé par AG2R La Mondiale en 2017, il s'engage avec l'équipe continentale française de l'Armée de terre (troisième division). Il remporte le Tro Bro Leon cette même année. En août, il termine neuvième du Tour du Poitou-Charentes.
En 2018, Damien Gaudin revient dans l'équipe de Jean-René Bernaudeau, quittée quatre ans auparavant et désormais nommée Direct Énergie. Il obtient ses premiers résultats dès sa première course sous ses nouvelles couleurs en prenant la 2e place de la 3e étape de la Tropicale Amissa Bongo, battu dans un sprint à deux par Rinaldo Nocentini. Gaudin termine, par ailleurs, l'épreuve sur la 3e marche du podium. En février, Damien Gaudin se classe 3e du Samyn, après une longue échappée. Isolé dans le final en compagnie des coureurs de la formation Quick-Step Floors, Niki Terpstra et Philippe Gilbert, il ne peut contrer les multiples attaques de ses adversaires dans le final et prend donc la 3e place de l'épreuve, disputée par une météo glaciale.
Fin juillet 2019, il est sélectionné pour représenter la France aux championnats d'Europe de cyclisme sur route en compagnie d'Arnaud Démare et s'adjuge à cette occasion la cinquième place du relais mixte. 
Il n'est pas conservé par l'équipe Total Direct Énergie à l'issue de la saison 2021 et décide d'arrêter sa carrière à 35 ans.

## Palmarès sur route

### Par année
- 2003
  - Chrono des Herbiers juniors
- 2004
  - 3e du Chrono des Nations juniors
- 2005
  - 1re étape des Deux Jours cyclistes de Machecoul
  - 2e du Grand Prix de Saint-Georges-sur-Loire
- 2006
  - 3e étape du Circuit des Trois Provinces
- 2007
  - Vienne Classic espoirs
  - 2e étape de Bordeaux-Saintes
  - Deux Jours cyclistes de Machecoul :
    - Classement général
    - 3e étape

  - Paris-Roubaix espoirs
  - 2e de Bordeaux-Saintes
  - 2e du Tour du Haut-Anjou
  - 2e du Grand Prix de Montamisé
- 2012
  - Prologue du Tour Alsace (contre-la-montre par équipes)
- 2013
  - Prologue de Paris-Nice
  - Cholet-Pays de Loire
  - 5e de Paris-Roubaix
- 2017
  - Circuit de la vallée de la Loire
  - 6e étape du Tour de Normandie
  - Tro Bro Leon
  - 4e étape du Tour de Bretagne
  - Prologue du Tour de Luxembourg
  - Prologue du Tour du Portugal
  - Critérium Nant'Est Entreprises
- 2018
  - Prologue du Tour de Luxembourg
  - 2e du Tro Bro Leon
  - 3e de la Tropicale Amissa Bongo
  - 3e du Samyn
- 2021
  - 2e de Nokere Koerse

### Résultats sur les grands tours

#### Tour de France
2 participations
- 2015 : 146e
- 2018 : 140e

#### Tour d'Italie
1 participation
- 2010 : 136e

#### Tour d'Espagne
2 participations
- 2009 : 139e
- 2014 : 132e

### Classements mondiaux
| Année           | 2007 | 2008 | 2009 | 2010  | 2011 | 2012 | 2013 | 2014 | 2015 | 2016 | 2017 |
| --------------- | ---- | ---- | ---- | ----- | ---- | ---- | ---- | ---- | ---- | ---- | ---- |
| UCI World Tour  |      |      |      |       |      |      |      | nc   | nc   | nc   |      |
| UCI Europe Tour | 233e |      |      | 1061e | 235e | 316e | 126e |      |      | 496e | 175e |

## Palmarès sur piste

### Jeux olympiques
- Pékin 2008
  - Demi-finaliste de la poursuite par équipes

### Championnats du monde
- Saint-Quentin-en-Yvelines 2015
  - 7e de la poursuite par équipes

### Championnats de France
- 2002
  -  Champion de France de la course aux points cadets
- 2003
  - 3e de la poursuite juniors
  - 3e de l'américaine juniors
- 2004
  - 2e de la poursuite par équipes juniors
- 2006
  -  Champion de France de l'américaine (avec Thibaut Macé)
  -  Champion de France de la course aux points espoirs
  -  Champion de France de poursuite espoirs
- 2007
  -  Champion de France de poursuite espoirs
  - 2e de la poursuite par équipes espoirs
  - 2e de l'américaine
- 2008
  -  Champion de France de poursuite par équipes (avec Jérôme Cousin, Sébastien Turgot et Fabrice Jeandesboz)
  -  Champion de France de l'américaine (avec Sébastien Turgot)
- 2009
  -  Champion de France de poursuite
  -  Champion de France de poursuite par équipes (avec Jérôme Cousin, Bryan Nauleau et Angélo Tulik)
- 2010
  -  Champion de France de poursuite
  -  Champion de France de poursuite par équipes (avec Benoît Daeninck, Julien Morice, Jérémie Souton et Bryan Nauleau)
  -  Champion de France de l'américaine (avec Benoît Daeninck)
- 2011
  -  Champion de France de poursuite par équipes (avec Julien Morice, Bryan Coquard, Benoît Daeninck et Morgan Lamoisson)
  - 3e de la poursuite
  - 3e de l'américaine
- 2012
  -  Champion de France de poursuite
  - 3e de la poursuite par équipes
- 2015
  - 3e de la poursuite par équipes

### Divers
- 2008
  - Trois Jours d'Aigle (avec Jérôme Cousin)